# Anapa
Anapa (russisk: Анапа, tr. Anapa) er en russisk by med 58.990(2010) indbyggere, i Krasnodar kraj ved den nordlige bred af Sortehavet.
Byen, der ligger ved foden af Kaukasusbjergenes udløbere ud til en 40 kilometer lang bugt med sandstrande, er kendt som ferieby med hoteller, sanatorier og mineralske kilder.

## Klima
Anapa har korte, milde vintre (januar +2 C) og lange, varme somre (juli +24 C) og et ret tørt klima 400 mm regn pr, år, hvilket altsammen bidrager til at gøre Anapa til et populært ferieområde. Lige uden for byen ligger Vityazevo Lufthavn (AAQ).

## Kultur og seværdigheder
I Anapa findes St. Onuphrius kirke, udgravningerne af den antikke Gorgippia, et fort fra 1783 samt Anapa Arkæologiske Museum. Hvert år i september afholder man en international filmfestival, "Anapa Kinoshok".

## Erhverv og Uddannelse
Foruden turismen er Anapa kendt for sin vinproduktion. I byen ligger Anapa Landbrugs Højskole, som har specialiseret sig i programmer til fremme af drueproduktion og vinfremstilling.

## Venskabsbyer
- Riccione, Rimini, Italien.
- Novy Urengoj, Rusland.